# Nan Madol

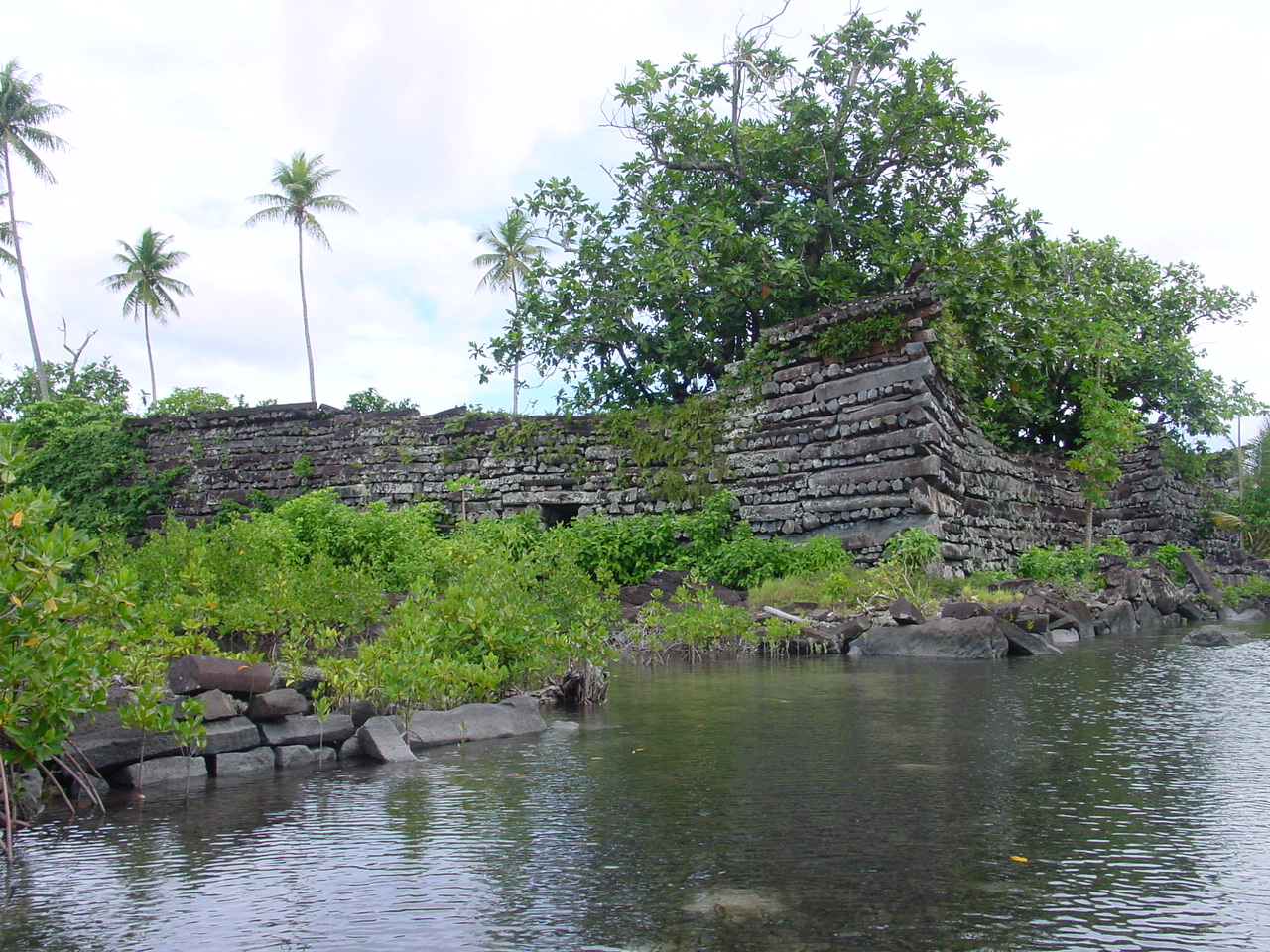
Nan Madol, Nandauwas – Südwestecke

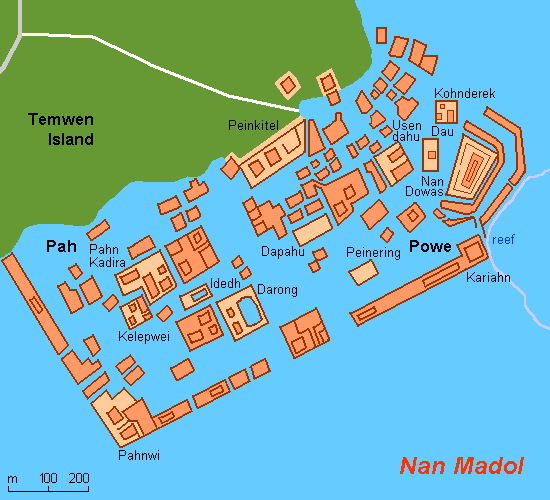
Karte von Nan Madol

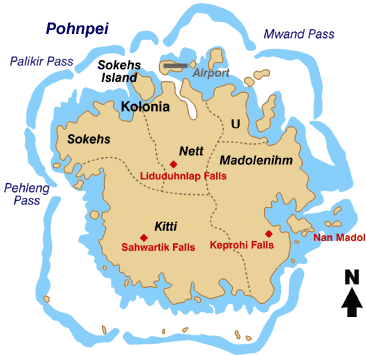
Nan Madol in der Gemeinde Madolenihmw

Nan Madol ist eine Ruinenstadt vor Temwen Island, einer Nebeninsel von Pohnpei im Archipel der Karolinen (politisch Föderierte Staaten von Mikronesien). Sie wurde auf 92 künstlich angelegten, im Mittel fußballfeldgroßen Inseln auf einem Korallenriff errichtet. Nan Madol war keine Stadt im heutigen Sinne, sondern primär ein abgegrenztes Ritualzentrum und Wohnstätte einer politisch-religiösen Elite.

## Entstehungsgeschichte

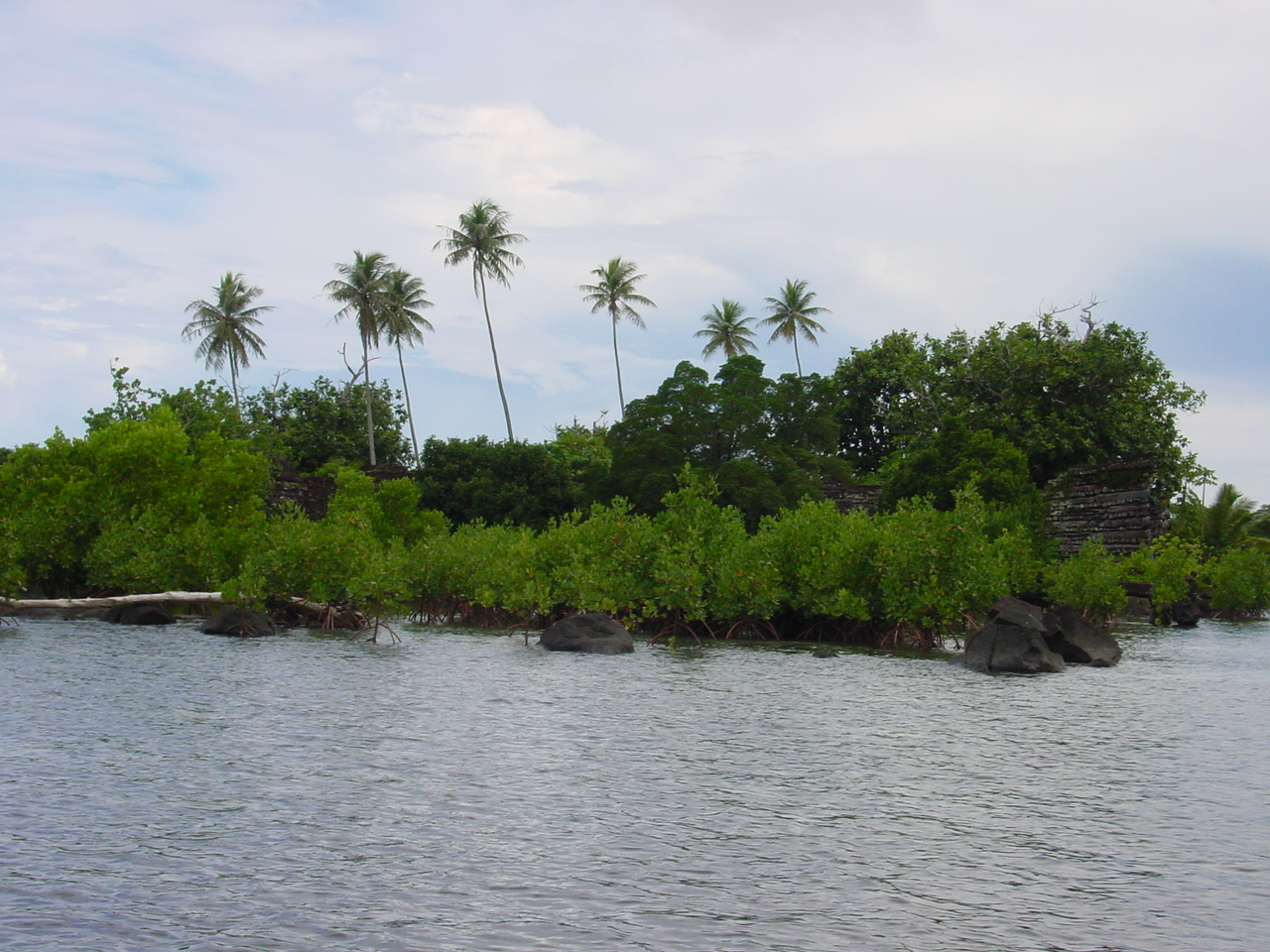
Nan Madol, Nandauwas – Ansicht von der Seeseite

Die Besiedlung der Insel Pohnpei liegt, wie aus Funden von Lapita-Keramik ersichtlich ist, mindestens 3000 Jahre zurück. In den auf die Erstbesiedlung folgenden Jahrhunderten bildeten sich mehrere Stammesfürstentümer heraus (bisher wurden fünf nachgewiesen), die sich in Clans untergliederten und die jeweils um ein geistig-politisches Zentrum entstanden. Auf der Insel Pohnpei finden sich Hunderte Überreste von Statusbauten wie Häuptlingsgräber und umhegte Residenzen, die eine räumlich und zeitlich umfangreiche soziale, ideologische und politische Strukturierung belegen. Ethnologisch bedeutsam ist, dass die Relikte bis heute eng mit der Kultur und mündlichen Überlieferung der Bevölkerung verknüpft sind.
Nan Madol begann seine Rolle als rituelles Zentrum des Stammesfürstentums von Madolenihmw um 500 n. Chr. mit dem Aufstieg der Dynastie der Saudeleurs, denen es in einer Reihe von Kriegen gelang, die gesamte Bevölkerung der Insel – wahrscheinlich etwa 25.000 Personen – unter ihrer Herrschaft zu einen. Saudeleur ist ein Titel, der mit Oberherr oder Autokrat gleichgesetzt werden kann. Wörtlich übersetzt heißt er „Herr von Deleur“, nach einem bedeutenden Stammesfürstentum auf Pohnpei, dessen ursprüngliches Territorium heute nicht mehr hinreichend eingegrenzt werden kann. Aus mündlichen Überlieferungen sind die Namen von neun Saudeleurs bekannt, wahrscheinlich hat es aber, wie genealogisch nachvollzogen werden kann, 14 oder mehr gegeben.:56 Sie errichteten eine streng hierarchisch ausgerichtete, stratifizierte Gesellschaft mit mehreren deutlich getrennten Häuptlings- und Adelsrängen. Diese Abstufung lässt sich heute noch an der unterschiedlichen Größe, Ausstattung und Bauausführung der Inseln ablesen.:60 Die vertikale Sozialstruktur lässt sich aber auch an den Begräbnisstätten erkennen. :457 Wie bei vielen Stammesgesellschaften gab es auch in Nan Madol eine Klassifizierung der Begräbnisriten in Relation zum sozialen Status: große Grabplattformen (Luhlung oder Lolong) und Ossuarien für die höchsten Adelsränge, Bestattungen innerhalb der Wohnplattformen für die mittleren Ränge und für die gewöhnlichen Menschen Erdbestattungen, die nicht mit Bauten assoziiert sind.:446
Die Megalithbauten von Nan Madol wurden laut Uran-Thorium-Datierung 230Th/U der beim Bau verwendeten Korallenbruchstücke um 1180 n. Chr. errichtet. Dies wird auch von Radiokohlenstoffdatierungen 14C/12C organischer Materialien unterstützt, die belegen, dass Nan Madol spätestens um 1200 im Bau war.:56 Möglicherweise waren die Inseln schon zwischen 900 und 1100 besiedelt, aber Spuren der Erstbesiedlung sind nicht mehr nachweisbar. Wahrscheinlich bestanden die Bauwerke aus vergänglichen Materialien.
Das zentralisierte Reich kollabierte um 1650. Die Gründe sind nur schwer nachzuvollziehen. Die streng religiöse und rituelle Ausrichtung von Nan Madol legt nahe, dass die Macht der Saudeleurs ausschließlich auf religiösen Überzeugungen beruhte. Das Fehlen einer flexibleren Basis für die politische Integration der Inselstämme machte das System für konkurrierende Ideen angreifbar, da diese mehr in einer materialistischen Daseinsvorsorge wurzelten.
Nach der Überlieferung war das Ende von Nan Madol ein Werk des Donnergottes. Er hatte mit der Frau des Saudeleurs eine Affäre und musste vor der Verfolgung des Herrschers auf die benachbarte Insel Kosrae fliehen. Dort zeugte er mit einer einheimischen Frau einen Sohn, Isokelekel, der im Bewusstsein der Tyrannei der Saudeleurs aufwuchs. Er segelte mit 333 Getreuen nach Nan Madol zurück und bezwang die Krieger des Saudeleurs. Isokelekel gründete eine neue Dynastie, die Nahnmwarki, und etablierte eine andere politische Ordnung, in der das Reich wieder in Stammesfürstentümer zerfiel.
Nan Madol wurde weiterhin als religiöses Zentrum genutzt, wenn auch in bescheidenem Umfang.:444 Noch 1910 residierte ein Stammeshäuptling auf einer der Inseln.

## Bauweise
Sämtliche Bauwerke sind auf einem Korallenriff errichtet, in einigen Bereichen wurden auch flache Sandbänke einbezogen. Auf dem „Festland“ der Insel Temwen ist nur ein Bauwerk errichtet worden, Peinkitel, das Grab des (sagenhaften) Eroberers Isokelekel.
Die heute sichtbare Gesamtanlage besteht aus 92 künstlich errichteten und befestigten Inseln, die sich auf einer Fläche von rund 80 ha verteilen. Man unterscheidet zwei Hauptteile, die durch einen seichten, aber breiten Tidenkanal getrennt sind:
- Madol Pah („Unterer Raum“): der westliche Abschnitt auf 34 Inseln mit der Residenz des Saudeleurs und dem Hauptkultplatz Idehd war vermutlich Herrschaftszentrum.
- Madol Powe („Oberer Raum“): der östliche Stadtteil mit 58 Inseln und den Wohnplätzen der Priester, den Begräbnisplätzen und insbesondere mit Nandauwas, der gigantischen Grabanlage der Saudeleurs, war vermutlich das religiöse Zentrum.

Große Teile der Stadt sind seeseitig mit einer Mauer umgeben, die jedoch mehrere Durchlässe aufweist. Die einzelnen Inseln werden von schmalen Wasserstraßen getrennt (daher auch der Name „Venedig der Südsee“), die bei Flut mit Wasser gefüllt sind, bei Ebbe jedoch teilweise trockenfallen. Mehrere dieser Straßen sind in den vergangenen Jahrhunderten versandet, versumpft oder mit Mangroven zugewachsen. Die Inseln sind rechteckige Besiedlungshügel in der Art von hohen Warften, die i. d. R. aus sorgfältig geschichteten Basaltsteinen errichtet wurden. Die aus den Basaltmauern gebildeten Rechtecke wurden mit Korallensteinen und -schutt mehrere Meter hoch aufgefüllt, so dass hohe, ummauerte Plattformen entstanden. Auf diesen Plattformen befanden sich Bauwerke – Häuser, Hütten oder Tempelanlagen – aus Holz und anderen vergänglichen Baumaterialien, die jedoch nicht mehr erhalten sind. Das Prinzip, Häuser und Zeremonialanlagen auf massiven Plattformen zu errichten, findet sich auch auf anderen Inseln der Südsee, z. B. den Marquesas.
Es ist davon auszugehen, dass die Stadt systematisch und im Ganzen geplant wurde, denn einzelne Bauperioden lassen sich nicht unterscheiden.:15

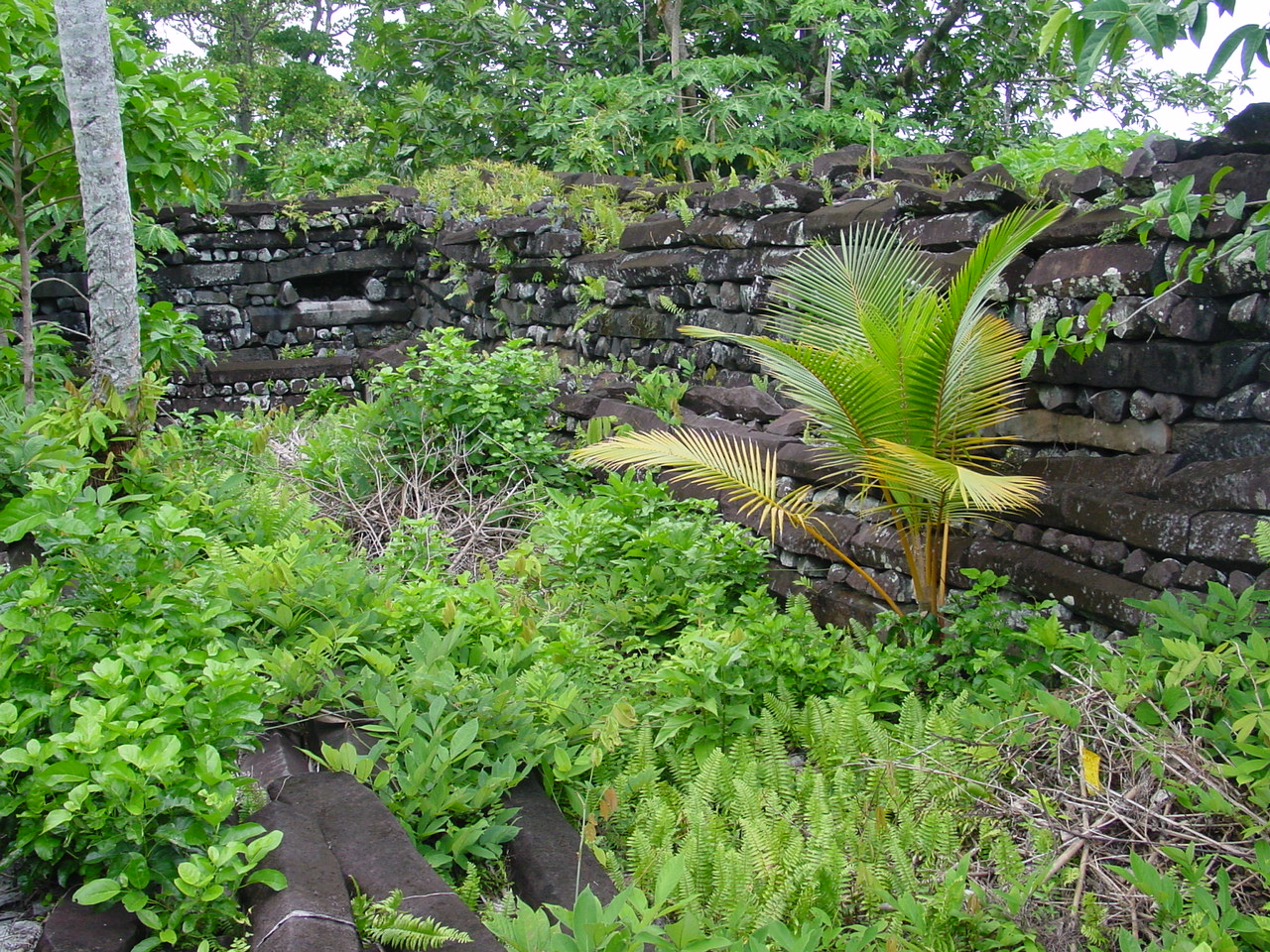
Nan Madol – Mauerwerk aus Basaltsäulen

Von der ursprünglichen Anlage sind heute nur noch die künstlichen Inseln verblieben. Sie sind aus zweierlei Material errichtet, Basalt und Korallensteinen bzw. -trümmern. Das Gestein für die Bauten stammt ausschließlich von Pohnpei, die amorphen Basaltblöcke und das koralline Material überwiegend von der Insel Temwen selbst. Die sechseckigen Basaltsäulen von bis zu 8 m Länge und mehreren Tonnen Gewicht (die Deckensteine von Nandauwas wiegen geschätzte fünf Tonnen) wurden von mehreren Steinbrüchen im Norden und Nordwesten der Hauptinsel herantransportiert, wahrscheinlich mit Flößen.:59
Man unterscheidet zwei Arten von Mauerwerk, das ohne Mörtel aufgeführt ist:
- Mauern aus großen, amorphen Basaltblöcken, mit einer Verkeilung aus kleineren Steinen in den Zwischenräumen, und
- Mauern aus Basaltprismen, die im Blockverband aufeinander geschichtet sind.

In vielen Veröffentlichungen ist zu lesen, Nan Madol sei eine „Festungsanlage“. Dem widerspricht jedoch die offene Bauweise mit mehreren breiten Durchlässen in der Umfassungsmauer – u. a. einen von 15 m und einen von 11 m Breite – und den nicht befestigten Zugängen zu den Inseln. Tatsächlich war der Zweck des riesigen Bauwerkes ein rein repräsentativer, um die Macht der Saudeleurs zu unterstreichen.:57
Nan Madol ist nicht einzigartig; auf Pohnpei und der Nachbarinsel Kosrae befinden sich mehrere vergleichbare Anlagen. Allerdings reichen sie in Ausdehnung, Bauvolumen und Kunstfertigkeit der Ausführung nicht an Nan Madol heran.

## Bauwerke

### Nandauwas (Nan Dauwas, Nan Dowas, Nan Tauaj)

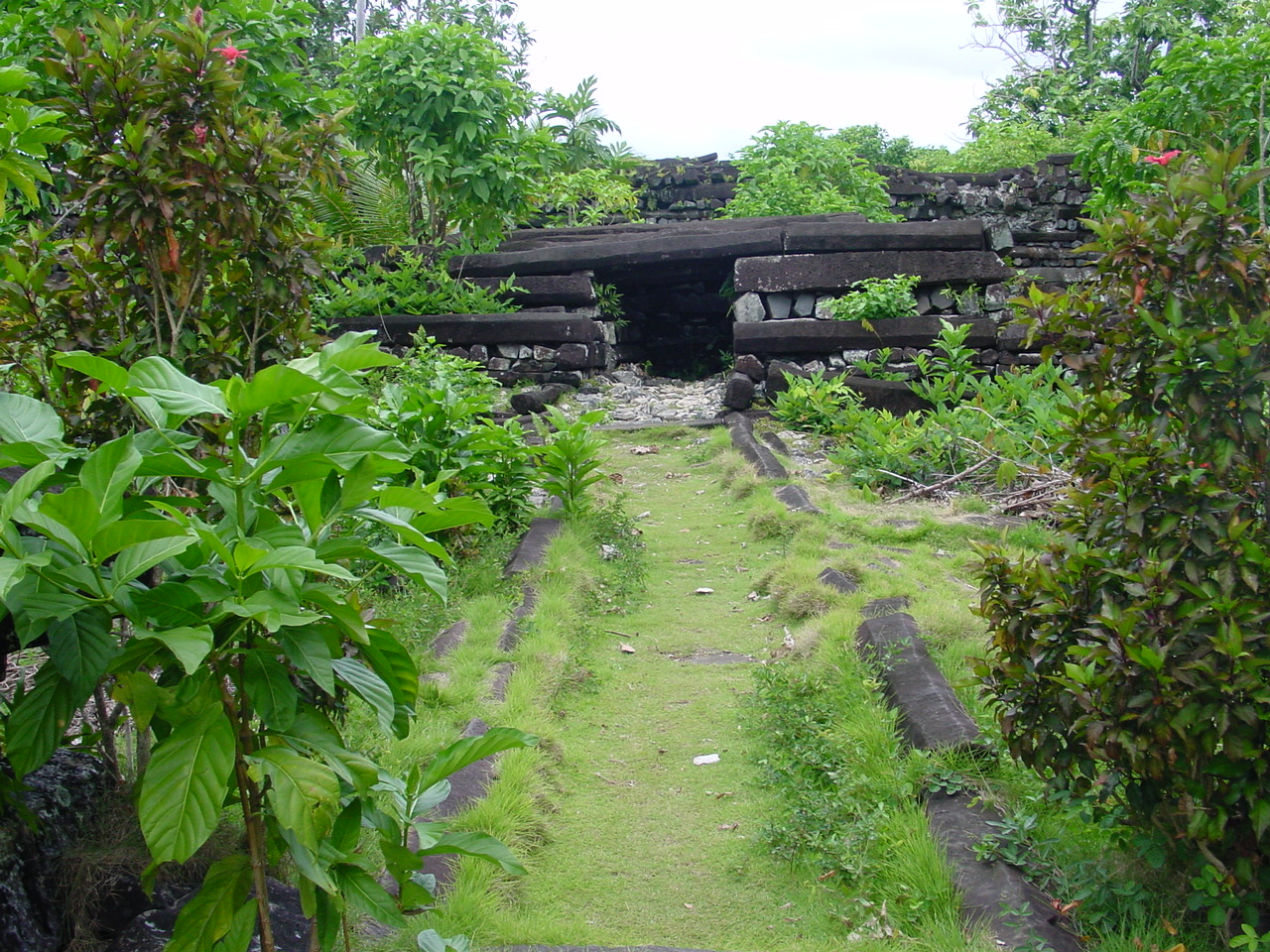
Nan Madol, Nandauwas – Tor in der Mauer des südlichen Innenhofes

Das mächtigste Bauwerk ist Nandauwas, die gigantische Grabplattform der Saudeleurs im östlichen Stadtteil. Sie wird von zwei kleineren Inseln – Pondauwas und Pandauwas, ebenfalls Grabanlagen – flankiert. Das Bauwerk bedeckt 3100 m² und ist von einer dreigeteilten, bis zu 10 m dicken Mauer umschlossen, die die Westseite freilässt. In einigem Abstand war eine weitere, bis 7 m dicke Gürtelmauer vorgesehen, die jedoch nicht mehr zur Ausführung gelangte. Es sind noch Teile der Fundamente erhalten. Der dritte – innere – Mauerring umschließt die Insel Nandauwas vollständig auf einer Länge von insgesamt 155 Metern. Die 10,5 m dicke und heute 4,5 m hohe Mauer ist ausgezeichnet erhalten. Das Bauwerk ist, als einziges in Nan Madol, nach den Himmelsrichtungen orientiert. Es besteht aus mehreren Lagen ausgesuchter und besonders langer Basaltsäulen, die als Läufer und Binder aufeinandergeschichtet sind. Die Ecken sind leicht hochgezogen, in der Art chinesischer Pagodendächer, was der massiven Konstruktion ein elegantes Aussehen verleiht. Bis zu einer Höhe von ca. 2 m ist der Innenraum mit Korallenschutt aufgefüllt. In der Westmauer befindet sich der 5 m breite Eingang.
Im Inneren gibt es einen weiteren, kleineren Mauerkranz, der das eigentliche Grab der Saudeleurs umschließt. Die durch Raubgrabungen zerstörte Grabkammer misst 7 × 6 m, ragt 1,3 m über das Bodenniveau und war mit zwölf Basaltsäulen von 8 m Länge gedeckt. Der ursprüngliche Einlass zum Grab befindet sich im Westen. Die mittlere Grabkammer wird im Norden und im Süden von je einem weiteren, kleineren Grab flankiert, wahrscheinlich für die Familienmitglieder der Saudeleurs oder für die höchsten Adelsränge.
Die 1907 vom damaligen deutschen Vizegouverneur Victor Berg geborgenen Funde (die Karolinen waren deutsche Kolonie) sind bescheiden: 17 kleinere Knochenreste, ein Konusring aus einer Muschel (vermutlich ein Armreif) und das Bruchstück eines solchen.

### Pahn Kadira (Pan Katera, Pan Katara, Nangutra)
Pahn Kadira ist eine große (die Westseite ist 97 m lang), trapezförmige Konstruktion im westlichen Stadtteil, die sich 4 bis 5 m über den Meeresspiegel erhebt. Die Plattform besteht ebenfalls aus mehreren Lagen von Basaltsäulen, die im Binderverband aufeinandergeschichtet sind. In allen vier Umfassungsmauern sind Zugänge von bis zu 4 m Breite ausgespart. Pahn Kadira ist die Residenz der Saudeleurs. Im Inneren der Insel liegen die Wohnhöfe für den Herrscher und seine Familie, in denen ursprünglich die Häuser, noch erkennbar an den Erdöfen, aus vergänglichem Baumaterial errichtet waren. Die Wohnanlage umfasst auch einen Badeteich, einen privaten Altar und einen Komplex für die Leibwache. Das Zentrum wird von der großen Tempelanlage für den Krokodilgeist Nahn Keiel Mwahu eingenommen, einer dreistufigen Plattform aus Basaltsteinen in der Art einer niedrigen Stufenpyramide.:60 Davor liegen mehrere flache Steine zum rituellen Zerstampfen der Kava. An der linken Seite des Tempels wurden zwei heilige Trompeten aus Tritonschnecken ausgegraben.

### Idehd (Itet, Itel)
Idehd ist ein vergleichsweise kleines Bauwerk von 43 × 31 Metern, unmittelbar östlich von Pahn Kadira. Es hat eine nur teilweise erhaltene Einfassung von 2,5 m hohen Basaltsäulen, in die ein großer Hügel aus Korallenblöcken integriert ist. In der östlichen Ecke ist ein Hof von 24 × 20 Metern abgetrennt, in dem man die heilige Muräne in einem gepflasterten Becken hielt. Zu bestimmten Zeiten wurden ihr Schildkröten geopfert. In diesem Bauwerk schichtete sich im Laufe der Jahrhunderte ein Schutthügel mit den Überresten der Opfertiere auf. Die daraus gewonnenen Radiokarbondatierungen weisen die Jahre 1260, 1295 und 1380 aus.:56

#### Das Schildkrötenopfer
Das Ritual des Schildkrötenopfers – wahrscheinlich ein Sühneritual, das in regelmäßigen Zeitabständen notwendig wurde – ist detailliert überliefert. Etwa in der Mitte des östlichen Stadtteiles Madol Powe liegt die Insel Paset (Paseit). Hier wurden die zum Opfer bestimmten Schildkröten in einem von niedrigen Mauern umgrenzten Becken gehalten. Am Opfertag holten die Priester die Schildkröte ab und brachten sie zum Strand, um sie rituell zu waschen und mit geweihtem Kokosöl zu salben. Aufrecht in ein Kanu gestellt, geschmückt und von Adepten eskortiert, transportierte man sie in den westlichen Stadtteil zum etwas abseits an der Gezeitenlinie gelegenen Hof Sau Iso. Dort wurde das Opfer hochgehoben und auf einen heiligen Basaltstein geschleudert. Danach brachte man die Schildkröte zur Insel Idehd und zerschmetterte ihr auf dem Hügel aus Korallenblöcken den Kopf mit einer geweihten Keule. Der oberste Priester zerschnitt den Bauchpanzer mit einer scharfen Muschelschale und weidete das Opfer aus. Anschließend wurde das Fleisch in einem Erdofen gekocht. Unter Rezitieren von Beschwörungsformeln lockten die Priester die heilige Muräne aus ihrem Loch und fütterten sie mit den gekochten Innereien. Der Rest des Fleisches wurde an die Priester und an den Saudeleur verteilt. Dem Opfer durften nur die höchsten Priester und der Herrscher beiwohnen. Alle damit verbundenen Orte, Zeremonien und Gerätschaften waren für das gewöhnliche Volk tabu.:92–94

### Peinkitel (Pan Kitel, Pei en Kitel)
Das 130 × 48 m messende Basaltstein-Gehege ist teilweise auf dem Riff, teilweise auf festem Grund auf der Insel Temwen erbaut. Es enthält mehrere Grabanlagen. Die größte davon ist ein 7 × 5 m großes Kammergrab an der Westmauer aus auserlesenen Basaltsäulen. Angeblich soll dies das Grab des Eroberers Isokelekel sein. Allerdings ist umstritten, ob Isokelekel eine tatsächlich existierende Person oder lediglich eine Sagengestalt war.

## Entdeckungsgeschichte
Wahrscheinlich war Nan Madol bereits den Spaniern im 17. oder 18. Jahrhundert bekannt, da im 19. Jahrhundert in der Anlage einige spanische Silbermünzen sowie ein kleines Kreuz gefunden wurden. Die Entdeckung einer spanischen Kanone (vermutlich von einem havarierten Schiff) im Jahr 1839 durch die Besatzung der Sloop HMS Larne förderte noch die Legende, Nan Madol sei eine Festung spanischer Piraten gewesen, in der ein riesiger Schatz versteckt sei. Dieses Gerücht führte mehrere Abenteurer und Schatzsucher nach Pohnpei, die die Plattformen und Grabanlagen durchwühlten und damit archäologische Spuren vernichteten.
Der irische Seemann und Abenteurer James F. O’Connell (1808–1854) heuerte auf dem  Walfangschiff John Bull an, das 1829 unweit der Karolinen auf ein Riff lief und sank. O’Connell konnte sich auf die Insel Pohnpei retten, lebte dort mehr als zwei Jahre bei einem Stamm und heiratete angeblich eine der Häuptlingstöchter. Bei Erkundungsfahrten mit dem Kanu sah er auch die Stadt Nan Madol, die er „Animan“ taufte und die ihn maßlos beeindruckte. Als er schließlich nach New York zurückkehrte, schloss er sich dem Zirkus von P. T. Barnum an und trat 1842 in Barnums Kuriositätenkabinett als „The Tattooed Irishman“ (der tätowierte Ire) auf, wo er seine Ganzkörpertätowierung präsentierte. Da er nur eine einfache Bildung hatte, erkannte O’Connell die Bedeutung seiner zufälligen Entdeckung nicht.
Der erste Europäer, der Nan Madol in einer Reisebeschreibung 1843 erwähnte, war der spanische Reisende Francisco Michelena y Rojas.
Einen ausführlicheren und detailreicheren Bericht über Nan Madol legte der amerikanisch-hawaiische Reverend Ephraim W. Clark 1852 vor, der von 1852 bis 1864 in Mikronesien missionierte.
Die Weltumseglung der österreichischen Fregatte SMS Novara führte 1858 erstmals Fachgelehrte nach Nan Madol.
Der Forscher und Abenteurer Johann Stanislaus Kubary hielt sich ab 1869 im Pazifik auf. Auf Pohnpei bewirtschaftete er eine Plantage und sammelte für das Museum Godeffroy ab 1870 Relikte aus Nan Madol. Sein Aufsatz, den er den Funden beilegte, enthält einen schon relativ detaillierten Lageplan sowie einige auf recht genauen Beobachtungen beruhende Detailskizzen einzelner Inseln und charakteristischer Baumerkmale.
Die erste Grabung nahm der damalige deutsche Vizegouverneur Victor Berg im April 1907 auf Wunsch des Leipziger Völkerkundemuseums vor. Die Durchführung war allerdings derart unsachgemäß, dass die Fundstücke heute nur unzureichend den Fundorten zuzuordnen sind. Er starb nur einen Tag nachdem er das Grab von Isokelekel öffnen ließ, nach dem ärztlichen Befund an einem Sonnenstich und „totaler Erschöpfung“. Die Einheimischen glaubten jedoch an die Vergeltung der Götter für die Entweihung des geheiligten Königsgrabes. Seine Aufzeichnungen wurden zwar als Bestandteil des Nachlasses nach Europa gesandt, gingen aber verloren.
Die erste Untersuchung unter wissenschaftlichen Gesichtspunkten unternahm der Ethnologe Paul Hambruch, der im Rahmen der Hamburger Südsee-Expedition von 1908 bis 1910 Nan Madol sorgfältig vermaß und eine genaue Beschreibung sämtlicher Inseln vorlegte. Er zeichnete eine exakte Karte, die heute noch als Grundlage archäologischer Arbeiten herangezogen wird. Die von Berg, Kubary und Hambruch geborgenen Fundstücke – Schmuckteile, Beilklingen aus Tridacna-Muscheln, Netzgewichte und Angelhaken – befinden sich heute im Depot des Völkerkundemuseums Leipzig.
Kurz vor dem Zweiten Weltkrieg forschte der japanische Archäologe Ichiro Yawata in Nan Madol, die Ergebnisse fanden jedoch durch den Kriegsausbruch international nur wenig Beachtung.
Ende des 20. Jahrhunderts haben sich besonders die beiden US-amerikanischen Anthropologen J. Stephen Athens vom privaten International Archaeological Research Institute in Honolulu und William S. Ayres von der Oregon State University mit Nan Madol befasst.

## Rezeption
Nan Madol ist wegen seiner pittoresken Lage Handlungsort in mehreren Romanen:
- dem Fantasy-Roman Der Mondteich (Originaltitel: The Moon Pool) von Abraham Merritt.
- dem Thriller Eiskalte Brandung (Originaltitel: Medusa) von Clive Cussler
- dem Science-Fiction-Abenteuer-Roman Im Dreieck des Drachen von James Rollins.

Im Computerspiel Civilization VI gibt es Nan Madol als Stadtstaat, der dem Spieler einen Kulturbonus gewährt, wenn er sich mit ihm verbündet.
Im Computerspiel Europa Universalis IV existiert Nan Madol (im Spiel als Nan Madoll bezeichnet) als Monument, das dem Spieler einen Kolonisierungsbonus gewährt.
Im Mosaik-Heft 549 ist Nan Madol einer der Handlungsorte.